# Línguas zamucoanas
As línguas zamucoanas, zamucanas ou zamuco formam uma família de línguas ameríndias da América do Sul.

## Línguas
As línguas zaparoanas são:
- Ayoreo
- Chamacoco